# Ingrid van Engelshoven
Ingrid K. van Engelshoven (ur. 12 lipca 1966 w Delfzijl) – holenderska polityk i samorządowiec, działaczka partii Demokraci 66, posłanka do Tweede Kamer, od 2017 do 2022 minister edukacji, kultury i nauki.

## Życiorys
W latach 1984–1989 studiowała politologię na Katolickim Uniwersytecie w Nijmegen. Kształciła się również w zakresie prawa na Uniwersytecie w Lejdzie. Dołączyła do ugrupowania Demokraci 66. Pracowała w jego strukturach, m.in. jako sekretarz jego frakcji poselskiej. Od połowy lat 90. zajmowała się działalnością doradczą. W latach 2000–2004 kierowała departamentami w ministerstwie transportu i robót publicznych. W latach 2004–2009 była dyrektorem fundacji Stiva, a w 2009 została partnerem w przedsiębiorstwie konsultingowym.
Od 2010 wchodziła w skład zarządu miasta w Hadze, jako wethouder odpowiadała m.in. za edukację i za sprawy międzynarodowe. W 2014 została wybrana do rady miejskiej. Pełniła liczne funkcje w strukturze partyjnej. Była wiceprzewodniczącą Demokratów 66 (2000–2003), a od 2007 do 2013 zajmowała organizacyjnego stanowisko przewodniczącego ugrupowania.
W wyborach w 2017 z ramienia swojej partii uzyskała mandat posłanki do Tweede Kamer. W październiku tegoż roku została ministrem edukacji, kultury i nauki w trzecim rządzie Marka Rutte. Funkcję tę pełniła do stycznia 2022.